# Take My Breath Away (versión de Jessica Simpson)
«Take My Breath Away» —en español: «Quítame la respiración»— es una versión de la cantante pop, Jessica Simpson, de la canción original que popularizó la banda Berlin lanzado a nivel mundial por Sony BMG Music Entertainment. Al respecto, ésta fue creada en el año 1986 y coescrita también por los letristas Giorgio Moroder y Tom Whitlock. Por su parte, la versión de Jessica Simpson conservó la letra original, con pequeñas adaptaciones de género, y fue producida, en el año 2004, por "Billymann". Tras ello, fue incluida en el relanzamiento del tercer álbum de estudio de la cantante, In This Skin, que fue lanzado el martes 2 de marzo de 2004 en Estados Unidos y en igual fecha o cercanas a ésta alrededor del mundo.
Durante el tercer trimestre del año 2004, esta versión fue lanzada por el sello Columbia Records y de la compañía Sony Connect como el tercer sencillo del álbum In This Skin. Con ello, éste se convirtió en el octavo y en el séptimo sencillo cronológicamente de Jessica Simpson en mercados importantes de la industria de la música, como en los Estados Unidos y el Reino Unido, respectivamente; y en su segundo sencillo producido por Billymann, después de «With You».

## Antecedentes
En agosto de 2003, Simpson lanzó su tercer álbum de estudio In This Skin. Ella comenzó a trabajar en el álbum en 2002 y fue terminado de grabar a mediado de 2003. Para la producción del álbum, Simpson trabajado colaboradores como Greg Fitzgerald, Greg Barnhill, Damon Elliott, Rob Fusari y Franne Golde. Después de su lanzamiento, In This Skin se convirtió en un éxito comercial moderado en todo el mundo. En términos generales, "In This Skin" no logró obtener una buena recepción por parte de la crítica. De manera particular, Sal Cinquemani de Slant Magazine le dio al álbum calificación 2,5 estrellas, diciendo: "La melodía pegadiza, escrita por Diane Warren, es un asunto brillante, siempre tan ligeramente sobre-producido. 
Al inicios de 2004, Columbia Records informó que Simpson comenzaría a escribir para su próximo disco el cual sería lanzado a mediados de ese mismo año, sin embargo Jessica se negó a graba dicho nuevo álbum por la simple razón de que no había podido explotar al 100%, In This Skin. El sello y Jessica optaron por la reedición de disco, fue así como enero de 2004, Simpson entró a grabar los nuevos temas para el disco; estas canciones serían dos versiones, una de ellas es la canción de amor de 1986, «Take My Breath Away» de la banda Berlin. Esta vez la canción sería producida por productor norteamericano Billy Mann.

### «Take My Breath Away» de Berlín
«Take My Breath Away» es una balada pop del año 1986. Interpretada por la banda estadounidense Berlin, como parte del film "Top Gun" y de la banda sonora homónima. La balada se caracteriza por un notable sonido cadencioso y melancólico, así como por la predominancia de un bajo de sintetizador. Fue escrita por Giorgio Moroder y Tom Whitlock. Ganó el premio de la Academia como Mejor Canción Original y el Globo de Oro en esa misma categoría en 1987. Se publicó en versión de 7" y de 12" pulgadas. Como lado B se incluyó "Radar Radio", otra composición de Moroder y Whitlock, interpretada a dúo por Moroder y Joe Pizzulo. 
La canción llegó a las primeras posiciones en decenas de países alrededor del mundo, apoyada por el éxito de la película y de la banda sonora a la que dio origen.
En la lista de Billboard llegó al primer lugar el 13 de septiembre de 1986 y en el Reino Unido durante cuatro semanas en noviembre de ese año.

## Composición
«Take My Breath Away» se trata de una balada pop, con una duración de tres minutos con quince segundos. Su instrumentación se compone de "blandos" cuerdas, una "delicada" melodía de piano y "80 potencia balada tipo A batería" en su fin. La clave en los que se compone la estructura se modifica durante el transcurso de la canción.

## Vídeo musical
El video musical fue dirigido por el director americano Chris Applebaum quien trabajó por primera vez con Jessica Simpson y quien, para entonces, había dirigido a una gran cantidad de videos musicales, incluyendo al de «Cry» de la cantante estadounidense Mandy Moore, la cantante Britney Spears en «I Love Rock 'n' Roll»; luego con «Overprotected» y con la entonces estrella del pop de Disney, Hilary Duff, («So yesterday», «Our Lips Are Sealed» y «Fly»). 
El video muestra su conducción a través de un desierto del suroeste. Ella se detiene para llenar el depósito de gasolina, y luego llega a un comedor donde los amantes de los relojes en movimiento. El vídeo musical alcanzó el n.º 5 en MTV's TRL y pasó un total de 12 días en la cuenta regresiva.

## Recepción

### Comercial
"Take My Breath Away" se convirtió en un éxito Top 20 en el Billboard Hot 100, así como un top 10 en el Top 40 Tracks y Mainstream Top 40. Sus resultados modestos en el país, le llevaron a alcanzar la posición N.º 8 de la lista de radio Pop Songs de Billboard, que sondea, semanalmente, a los sencillos más demandados por la audiencia, en las principales estaciones de radio de Estados Unidos. 
La canción también se convirtió en otro número uno para Simpson en Hot 100 Singles Sales. Aunque la canción tuvo un éxito moderado, trazó en el Top: Adultos 40, Adult Contemporary, Hot 100 Airplay, Hot Dance Club Play y Hot Digital Tracks. 
En lo que respecta a su recepción comercial, la versión de «Take My Breath Away» logró posicionarse en el Top 20 en países como Australia, Canadá, y Francia. Además de ello, se convirtió en un éxito top 50 en Bélgica, Italia, y Suecia; y recibió discos de oro en Australia y Estados Unidos, por sus ventas elevadas en dichos países.

## Posicionamiento
| Lista (2004)                                   | Mejor posición |
| ---------------------------------------------- | -------------- |
| Australia (ARIA)                               | 15             |
| Bélgica (Ultratop 40)                          | 7              |
| Canadá (Canadian Singles Chart)                | 10             |
| Europa (European Hot 100)                      | 74             |
| Estados Unidos (Billboard Hot Dance Club Play) | 10             |
| Estados Unidos (Adult Contemporary)            | 23             |
| Estados Unidos (Adult Top 40)                  | 29             |
| Estados Unidos (Billboard Radio Songs)         | 22             |
| Estados Unidos (Billboard Pop Songs)           | 8              |
| Estados Unidos (Billboard Hot 100)             | 20             |
| Estados Unidos (ARC Weekly Top 40)             | 8              |
| Francia (French Singles Chart)                 | 18             |
| México (México Single 100)                     | 9              |
| Suecia (Swedish Singles Chart)                 | 43             |
| Reino Unido (UK Singles Chart)                 | 159            |
| Venezuela Top Anglo (Record Report)            | 37             |

## Certificación
| País    | Certificación | Ventas                  |
| ------- | ------------- | ----------------------- |
| EE. UU. | Oro           | 500 000[cita requerida] |